# Evaristo Fernández Blanco
Evaristo Fernández Blanco (Astorga, 6 de març de 1902 – Madrid, 22 d'octubre de 1993) fou un compositor espanyol de la Generació del 27, anomenada també de la República.

## Principis
Evaristo Fernández Blanco, oencara sent gairebé un nen va freqüentar les classes de Manuel Ansola i Marcelino González, mestres de capella de la catedral d'Astorga, dels quals va rebre els primers rudiments d'harmonia.
Amb catorze anys, la Diputació Provincial de Lleó li nega una beca per estudiar música. Poc després es trasllada amb la seva família a Madrid, sense perdre mai el contacte amb la seva terra: Lleó. Compon la música de la joguina còmica "La Estufa", de Revillo i Goy, i una Serenata per a piano que dedica al pintor Demetrio Monteserín.

Ingressa al Reial Conservatori de Madrid, estudiant primer amb Tomás Bretón i, més tard, amb el seu successor Conrado del Campo. Durant aquest període, el 1920, compon el seu Vals Triste, la seva primera obra orquestral. El 1921 obté el premi extraordinari del Reial Conservatori de Madrid amb la seva obra Impressions muntanyenques. Mostra doncs primerencament la influència de la seva terra natal en la seva música en la qual sempre farà un lloc al folklore. No en va, el mateix Evaristo comentaria al respecte anys més tard:
| « | <"Quan vull escriure música popular lleonesa no necessito cap melodia tradicional, puc recórrer a la meva ànima, als meus sentiments i el resultat és lleonès perquè la meva ànima és lleonesa".> | » |

Juntament amb aquest premi anava associada una beca de la Societat General d'Autors per estudiar a l'estranger. Evaristo, que havia conegut Arnold Schönberg a través del seu mestre Conrado del Campo, tria Berlín per estudiar amb ell. Quan arriba, Schönberg ja havia marxat a Viena com a catedràtic de l'Escola Superior de Música, ocupant el seu lloc Franz Schreker, que queda impressionat pel seu treball, en especial pel seu poema simfònic Exaltació.

## Període de maduresa
Entre 1922 a 1932 està datada la major part de la seua obra, dins de la qual destaquen els seus Poemes Lírics (1923), l'Obertura simfònica per a gran orquestra (1925), el Trio en do major per a piano, violí i violoncel (1928), el Moviment perpetu per a piano (1928) i les Dues danses lleoneses per a orquestra (1932).
A la seva tornada a Espanya, el 1935 és contractat com a professor de música al grup escolar Montesinos de Madrid. És a Madrid on viu quan esclata la Guerra Civil espanyola que condiciona la seva vida musical. S'alinea amb el bàndol republicà i col·labora com a pianista en el sextet Union Radio Urgoiti (veieu Prisa Radio), emissora a la qual estaven vinculats diversos músics de la Generació del 27, com Rodolfo Halffter, Salvador Bacarisse, Fernando Remacha, Gustavo Pittaluga i Julián Bautista (tots ells membres de l'anomenat Grup dels Vuit), amb els quals va tenir molta relació.
Durant la guerra civil va ser delegat a Madrid del Comitè de Música que havia traslladat la seva seu, primer a València i posteriorment a Barcelona. L'editorial del Comitè va publicar diverses de les seves obres, com el Trio en do major i Moviment perpetu. Així mateix, Fernández Blanco intervé en la creació, l'any 1937, de l'Orquestra Nacional de Concerts, la qual es pot considerar com la primera orquestra estatal espanyola, reclamada ja el 1931 per Adolfo Salazar.
En la guerra desapareixen moltes de les seves partitures i més tard, per raons polítiques, perd el seu treball a Union Radio Urgoiti, optant per romandre amagat durant dos anys a Viascón, una petita aldea de Pontevedra, on va escriure la seva obra més ambiciosa, Obertura dramàtica, la qual no va poder ser estrenada fins a quaranta-tres anys després d'haver estat escrita.

## Període de postguerra
Entre 1941 i 1943 passa a viure a Barcelona, treballant com a músic al Teatre Tívoli (Barcelona). D'aquesta època (1942) són les seves Dues cançons amoroses i la seva Obertura dramàtica, el subtítol de les quals és "ambientació musical per a un drama socio-bèl·lic", en la qual es llisquen compassos de la "Varsoviana" (himne anarquista) així com de la Internacional. En ella, el compositor bolca l'amargura i desil·lusions acumulades al llarg dels últims anys. José Luis Temes, Premi Nacional de Música, va dir sobre l'Obertura dramàtica: 
| « | <"és una obra mestra, una de les fites del simfonisme espanyol del segle XX".> | » |

 Com a curiositat, aquesta peça requereix vuit trompes, el doble de l'habitual.
El 1943 mor la seva esposa Sara, víctima de les misèries de postguerra, el que el deixa abatut. Evaristo Fernández Blanco va pertànyer a aquesta classe de compositors marcats per la tragèdia.
Treballa com a pianista en diverses companyies de Zarzuela i Varietats com les companyies Els Vienesos o "Rambla", fent gires per Llatinoamèrica (1949-1951). Treballa també a les companyies de Celia Gámez i Nati Mistral. Arriba a treballar a l'orquestra del Teatro de la Zarzuela de Madrid, però no va veure l'oportunitat de donar sortida a les seves obres simfòniques i a les seves peces de cambra, portant-li la desil·lusió a deixar de compondre.

## Últims anys
Amb la tornada de la democràcia a Espanya el 1976, es recupera l'interès per l'obra de Fernández Blanco, si bé d'una forma molt lleu. El 1978 es reestrenen les seves Dues danses lleoneses, de les quals Turina va dir: "Són precioses" i d'una orquestració "precisa i detallada". També el 1978 s'estrenen, en aquest cas, el Trio en do major i el Moviment perpetu per a piano. Per fi, el 26 de febrer de 1983 s'estrena al Teatro Real de Madrid la seva obra cimera, l'Obertura dramàtica, amb 43 anys de retard.
És d'aquesta època (1982) la Suite de danses antigues, un encàrrec d'Enrique Franco, director de programes musicals de Radio Nacional de España, que no s'estrenaria fins passats tres anys, per l'Orquestra Simfònica de RTVE.

## La seva obra
La seva composició, equilibrada i pulcrament orquestrada, té una extraordinària solidesa, cosa que potser denoti la influència de la música germanica dels seus mestres. En qualsevol cas, Evaristo Fernández és un músic original i innovador per a la seva època en què es reunien les tendències nacionalistes, clàssiques i modernistes, conformant un estil propi en el qual també va tenir cabuda el folklore lleonès. Els seus Poemes Lírics per a soprano i piano, sobre poemes del també astorgués Alfredo Nistal Martínez, són precursors del serialisme musical.